# 伊薩姆·達利斯
伊薩姆·迪布·阿卜杜拉·達利斯（羅馬化：Issam Deeb Abdullah Al-Da'alis；1966年10月30日—2025年3月18日）是巴勒斯坦政治人物及哈瑪斯成員，為加沙地带政府行政委員會的主席，其身分相當於总理或政府首脑。
達利斯於1966年出生在阿拉伯聯合共和國佔領加薩走廊的贾巴利亚难民营。他曾擔任聯合國近東巴勒斯坦難民救濟和工程處（UNRWA）的加薩僱員工會主席，後來還擔任時任巴勒斯坦总理伊斯梅尔·哈尼亚的顧問。2021年3月，達利斯獲選並擠身哈馬斯政治領導層的一員。
2021年6月，巴勒斯坦立法委员会在加薩舉行會議時選出伊薩姆·達利斯出任加薩走廊政府行政委員會主席。達利斯自2021年至以色列—哈馬斯戰爭爆發前在加薩地帶的治理工作類似於政府首腦的工作，且盡管達利斯身為哈瑪斯成員，但他並沒有像大多數哈馬斯的領導層一樣成為西方制裁的對象。
雖然曾有報導稱達利斯於2024年7月23日死於以色列空襲，但哈馬斯否認他的死訊。達利斯於2025年3月18日在以色列空襲中身亡，享年58歲，哈馬斯也證實他的死訊。

## 註記和參考資料

### 註記
1. ↑  名字讀音似艾薩姆，可轉寫成Essam；姓氏可亦轉寫成Daalis或Dalis，可譯為達阿里。